# Materia nuclear
La materia nuclear es un sistema idealizado de nucleones que interactúan (protones y neutrones) y que existe en varias fases de la materia exótica que no están totalmente establecidas. No se trata de la materia de un núcleo atómico, sino de una sustancia hipotética formada por muchos protones y neutrones que se mantienen unidos únicamente por fuerzas nucleares y no por fuerzas de Coulomb. El volumen y el número de partículas son infinitos, pero la proporción es finita. El volumen infinito implica la ausencia de efectos de superficie y la invariabilidad traslacional (sólo importan las diferencias de posición, no las posiciones absolutas).
Una idealización común es la materia nuclear simétrica, que consiste en un número igual de protones y neutrones sin electrones.
Cuando la materia nuclear se comprime hasta una densidad suficientemente alta, se espera, basándose en la libertad asintótica de la cromodinámica cuántica, que se convierta en materia de cuarks, que es un gas de Fermi degenerado de cuarks.
Algunos autores utilizan «materia nuclear» en un sentido más amplio, se refieren al modelo descrito anteriormente como «materia nuclear infinita» y lo consideran como un «modelo de juguete», un campo de pruebas para las técnicas analíticas. Sin embargo, la composición de una estrella de neutrones, que requiere algo más que neutrones y protones, no es necesariamente neutra en cuanto a la carga local y no presenta invariancia de traslación; a menudo se la denomina, por ejemplo, materia de estrella de neutrones o materia estelar y se la considera distinta de la materia nuclear. En una estrella de neutrones, la presión aumenta desde cero (en la superficie) hasta un valor desconocido en el centro.
Los métodos para tratar las regiones finitas se han aplicado a las estrellas y a los núcleos atómicos. Uno de estos modelos para núcleos finitos es el modelo de la gota líquida, que incluye efectos de superficie e interacciones de Coulomb.